# 巴婆碱
巴婆碱（英語：Asimilobine）的分子式是C17H17NO2，是一种最初从日本厚朴分离出来的阿朴吩类异喹啉生物碱。巴婆碱可以作为多巴胺生物合成的抑制剂和血清素受体拮抗剂。巴婆碱具有抗疟活性以及针对人类肿瘤细胞系的细胞毒性。